# Ольштинський трамвай
Ольштинський трамвай — трамвайна мережа в Ольштині, Польща. Сьогоденна мережа під орудою Miejskie Przedsiębiorstwo Komunikacyjne Olsztyn sp. Z.o.o введена в експлуатацію наприкінці 2015-го року.
Нова трамвайна мережа в Ольштині є однією з двох мереж, побудованих у Польщі після Другої світової війни (інша — Ченстоховська трамвайна мережа, відкрита в 1959 році) і єдиною, яка була відновлена після демонтажу, хоча маршрути не є ідентичними закритій в 1965 мережі.

## Історія

### 1907—1965рр.
Трамваї в Ольштині (тоді Алленштейн, Східна Пруссія, Німецька імперія) вперше почали курсувати 15 грудня 1907 року..
Мережа була повністю одноколійною, ширина колії 1000 мм з живленням від повітряної мережі 600 В постійного струму та складалася з двох маршрутів, маршрут 1, що сполучав головну залізничну станцію з сучасною площею Рузвельта (тоді Алленштейн-Головний — Ремонтемаркт) і маршрут 2, що сполучав 1 травня з Якубово (тоді Гуттштедтер-Штрасе — Якобсберг).
На цьому маршруті неподалік від залізничної колії розташовувалося депо та тягова підстанція, що живила трамвайну мережу, ще одне депо збудовано біля кінцевої станції Якубово.
В 1909 р. маршрут 1 був продовжений від пл. Рузвельта (тоді Ремонтемаркт) до залізничної платформи Ольштин-Західний (тоді Алленштайн-Форштадт, в 1937 році перейменована на Алленштайн-Вест).
В 1930 році мережу востаннє розширили, кінцеву зупинку маршруту 1 перенесли з Ольштин-Західний (тоді Алленштайн-Форштадт) на Єзерну (тоді Янвег) на березі озера Длуге (тоді Ланг-Зеє).
В 1940 році було відкрито 2 тролейбусний маршрут, що призвело до закриття трамвайного маршруту 2, відтоді працював лише 1 маршрут.
У березні 1945 року через бойові дії припинено рух всього громадського транспорту. В результаті бойових дій система зазнала значних пошкоджень.

### Повоєнні роки
Згідно Ялтинських угод південна частина Східної Пруссії увійшла до складу Польщі. Мережа та рухомий склад потребували капітального ремонту, трамваї на маршруті 1 почали курсувати знову 30 квітня 1946 року, а на маршруті 2 — 28 червня 1946 року. До закриття мережі 20 листопада 1965 року більше не було змін.
Мережа була закрита, оскільки вона вимагала великих інвестицій, яких місто не могло собі дозволити, а автобусний транспорт виявився більш економічним рішенням.

### Сьогодення
В 2004 році міська влада почала розглядати будівництво повністю нової мережі легкорейкового транспорту, в 2009 році проект було затверджено, а будівництво розпочато у вересні 2012 року.
Мережу було відкрито поетапно 19 та 31 грудня 2015 року.
Загальна вартість будівництва склала 105,28 млн євро, з яких 89,488 млн євро надав Європейський Союз.
Будується нова лінія до Пєчево, роботи розпочато у липні 2021 року і мають бути завершені в 2023 році.

## Трамвайні маршрути
|  |  |  |  |  |  |  |

|  |  |  |  |  |

|  |  |  |

|  |  |  |

|  |  |  |

|  |  |  |

|  |  |  |

|  |  |  |  |  |  |  |

|  |  |  |  |  |  |

|  |  |  |

|  |  |  |

|  |  |  |

|  |  |  |  |  |  |  |

|  |  |  |  |  |

|  |  |  |  |  |  |  |

|  |  |  |  |  |

|  |  |  |

|  |  |  |

|  |  |  |

|  |  |  |

|  |  |  |

|  |  |  |  |  |  |  |

|  |  |  |  |  |  |

|  |  |  |

|  |  |  |

|  |  |  |

|  |  |  |  |  |  |  |

|  |  |  |  |  |

|  |  |  |  |  |  |  |

|  |  |  |  |  |

|  |  |  |

|  |  |  |

|  |  |  |

|  |  |  |

|  |  |  |

|  |  |  |  |  |  |  |

|  |  |  |  |  |  |

|  |  |  |

|  |  |  |

|  |  |  |

|  |  |  |  |  |  |  |

|  |  |  |  |  |

|  |  |  |  |  |  |  |

|  |  |  |  |  |

|  |  |  |

|  |  |  |

|  |  |  |

|  |  |  |

|  |  |  |

|  |  |  |  |  |  |  |

|  |  |  |  |  |  |

|  |  |  |

|  |  |  |

|  |  |  |

|  |  |  |  |  |  |  |

|  |  |  |  |  |

## Рухомий склад
| Виробник  | Тип                   | Фото | Кількість | Роки постачання |
| --------- | --------------------- | ---- | --------- | --------------- |
| Solaris   | Solaris Tramino S111o |      | 15        | 2015            |
| Durmazlar | Panorama DRP5H05      |      | 8 з 12    | 2020–2021       |

Усі транспортні засоби 100 % низькопідлогові, оснащені кондиціонерами та обладнані автоматами з продажу квитків та безкоштовним Wi-Fi.